# Żelechów (gromada)
Żelechów – dawna gromada, czyli najmniejsza jednostka podziału terytorialnego Polskiej Rzeczypospolitej Ludowej w latach 1954–1972.
Gromady, z gromadzkimi radami narodowymi (GRN) jako organami władzy najniższego stopnia na wsi, funkcjonowały od reformy reorganizującej administrację wiejską przeprowadzonej jesienią 1954 do momentu ich zniesienia z dniem 1 stycznia 1973, tym samym wypierając organizację gminną w latach 1954–1972.
Gromadę Żelechów siedzibą GRN w mieście Żelechowie (nie wchodzącym w jej skład) utworzono 1 stycznia 1958 w powiecie garwolińskim w woj. warszawskim z obszaru zniesionych gromad Zakrzówek i Wola Żelechowska. Dla gromady ustalono 23 członków gromadzkiej rady narodowej.
31 grudnia 1959 do gromady Żelechów przyłączono obszar zniesionej gromady Goniwilk w tymże powiecie.
31 grudnia 1961 do gromady Żelechów włączono wsie Piastów, Sokolniki i Stefanów ze zniesionej gromady Piastów w tymże powiecie.
Gromada przetrwała do końca 1972 roku, czyli do kolejnej reformy gminnej. 1 stycznia 1973 w powiecie garwolińskim reaktywowano zniesioną w 1954 roku gminę Żelechów.